# Weferlingen
Weferlingen è una frazione del comune tedesco di Oebisfelde-Weferlingen, nel land della Sassonia-Anhalt.
Fino al 31 dicembre 2009 ha costituito un comune autonomo con status di mercato (flecken). Dopo tale data Weferlingen è stato unito alla città Oebisfelde e ad altri comuni nella nuova città di Oebisfelde-Weferlingen.